# Antoine Izméry
Antoine Izméry († 11. September 1993 in Port-au-Prince) war ein haitianischer Geschäftsmann und Aktivist.

## Leben
Antoine Izméry, welcher von um 1900 nach Haiti emigrierten palästinensischen Einwanderern christlichen Glaubens abstammte, war einer der reichsten Einwohner von Haiti. Er war einer der prominentesten Unterstützer des früheren haitianischen Präsidenten Jean-Bertrand Aristide, dessen Wahlkampagne er mitfinanzierte. Am Wahlabend 1990, als Aristide schließlich gewann, beschuldigte Izméry den früheren US-Präsidenten Jimmy Carter des Versuches, den Sieg von Marc Bazin, einem Gegenkandidat von Aristide, mit unlauteren Mitteln sicherstellen zu wollen. Er stiftete einige Verwirrung im amerikanischen Lager, als er dem früheren US-Außenminister Robert S. McNamara, welcher auch anwesend war, mitteilte, dass dieser die Verantwortung für ein eventuelles Blutbad trage, falls Bazin durch eine manipulierte Wahl an die Macht kommen sollte.
Aristide, der rechtmäßig zum Präsidenten gewählt worden war, wurde am 30. September 1991 durch einen Putsch des Militärs gestürzt und ins Exil gezwungen. Izméry gründete daraufhin die KOMEVEB (Komite Mete men pou Verite Blayi), eine Organisation, deren Aufgabe es war, die Hintergründe des Putsches aufzudecken und zu publizieren.
Am 26. Mai 1992 wurde Izmérys Bruder Georges bei einem Anschlag vor Izmérys Büro getötet. Der Täter verschwand in einer Polizei-Station. Die Trauergemeinde wurde am Tag des Begräbnisses von Polizisten verprügelt. Antoine Izméry schrieb daraufhin eine Beschwerde an die Interamerikanische Kommission für Menschenrechte, die eine sehr kritischen Resolution der Kommission zur Folge hatte.

## Ermordung
Am 11. September 1993 nahm Antoine Izméry an einer von der KOMEVEB organisierten Massenveranstaltung teil, welche dem Gedenken an das St. Jean Bosco Massaker von 1988, bei dem zahlreiche Menschen bei einem Anschlag auf Aristide getötet worden waren, gewidmet war. Izméry teilte einem Journalisten von Associated Press mit, dass er von der Polizei vor einem bevorstehenden Blutbad gewarnt wurde. Um ca. 18 Uhr Ortszeit wurde die Sacré-Cœur de Turgeau-Kirche in Port-au-Prince von bewaffneten Männern in Zivilkleidung umstellt. Anwesende Journalisten wurden verprügelt und inhaftiert. Währenddessen wurde Izméry von einer Gruppe von zehn Männern nach draußen gezwungen, wo man ihn auf die Knie zwang und mit einem Kopfschuss tötete.

## Strafverfolgung der Täter
Im September 1995, nach Aristides Rückkehr in das Amt des Präsidenten, wurden 14 Personen, darunter der frühere Führer paramilitärischer Einheiten Louis-Jodel Chamblain und Jackson Joanis, für den Tod Izmérys in Abwesenheit zu lebenslangen Strafen im Arbeitslager verurteilt.
Chamblain floh daraufhin ins Exil in die Dominikanische Republik, Joanis in die USA. Joanis wurde 2002 zurück nach Haiti deportiert, floh jedoch erneut bei einem Gefängnisausbruch kurz vor Aristides zweiter Entmachtung.
Anfang 2004 begaben sich Chamblain und Joanis in Gewahrsam des neuen Regimes, welches sie beide unterstützten. In einem eilig über eine Nacht durchgeführten Verfahren wurden beide am 17. August 2004 freigesprochen. Bei dem Verfahren gab es lediglich einen einzigen Zeugen. Die Durchführung des Verfahrens wurde scharf von der Inter-Amerikanischen Kommission für Menschenrechte und Amnesty International kritisiert. Amnesty International kritisierte, dass Zeugen aus Angst um ihr Leben nicht ausgesagt hätten, Beweise aus dem ersten Verfahren verschwunden wären und keine Versuche gemacht wurden, die restlichen zwölf Angeklagten des ersten Verfahrens unter Arrest zu stellen.

### Film
- Rezistans – Dokumentarfilm über Antoine Izméry und den Widerstand gegen den Staatsstreich – 1997, Englisch, 158 min, von Katherine Kean